# Tom Kapinos
Tom Kapinos es un productor ejecutivo y guionista de televisión estadounidense, más conocido por la creación de la serie de la televisión Californication.

## Carrera
Después de comenzar su carrera en la televisión en 1998 como guionista y como productor ejecutivo de la serie Dawson Creek, Kapinos se movió sobre su propia serie, Californication, una serie de 12 episodios por temporada. Tom Kapinos ejerce como productor ejecutivo y guionista. La primera temporada se estrenó en agosto de 2007 y finalizó en octubre.

## Filmografía

### Productor
- Lucifer (2016-2021)
- Californication (2007-2014)
- Dawson Creek (2001–2003)

### Guionista
- Lucifer (2016-2021)
- Californication (2007-2014)
- Dawson Creek (2001–2003)